# Tramway de Kostiantynivka
Le tramway de Kostiantynivka est le réseau de tramways de la ville de Kostiantynivka, en Ukraine. Le réseau est composé de deux lignes.

## Réseau actuel

### Aperçu général
Le réseau compte actuellement 2 lignes :
- 3: Центральный рынок − Новосёловка
- 4: Депо − Молокозавод